# Санта Марија (Фрозиноне)
Санта Марија је насеље у Италији у округу Фрозиноне, региону Лацио.
Према процени из 2011. у насељу је живело 137 становника. Насеље се налази на надморској висини од 205 м.